# Bella Sara
Bella Sara est un jeu de cartes à collectionner pour enfants, combiné à un univers virtuel de « chevaux magiques » proposant des jeux. Édité par la société Hidden City Entertainment basée à Seattle, Bella Sara a débuté comme jeu de cartes à collectionner qui s'est peu à peu internationalisé. Avec trois sets édités chaque année, toutes les cartes sont illustrées d'un cheval, de personnages ou de messages. Chaque carte inclut un code secret qui peut être entré sur le site officiel du jeu pour prendre soin des « chevaux magiques » du Nord du Septentrion en ligne. La licence du jeu compte aussi plusieurs jeux vidéo sur PC et Nintendo 3DS, ainsi que des livres chez la bibliothèque rose.

## Produits dérivés

### Livres
Une série de livres parus chez Hachette dans la collection de La Bibliothèque Rose
- Tome 1 : Le Destin d'Emma
- Tome 2 : Le Trésor d'Éléonore
- Tome 3 : La Victoire de Marie
- Tome 4 : Le Rêve d'Astrid
- Tome 5 : Le Défi de Clara
- Tome 6 : La Mélodie de Laure
- Tome 7 : Le Pouvoir de Julie
- Tome 8 : Le Voyage de Shine
- Tome 9 : Le Nouvel Ami d'Ambre
- Tome 10 : L’Île de Miki
- Tome 11 : La Quête d'Emma
- Tome 12 : Le Bijou d'Emma
- Tome 13 : Le Labyrinthe d'Emma
- Tome 14 : Les Ailes d'Emma
- Tome 15 : Le Talent d'Aurore
- Tome 16 : La Sœur d'Adeline
- Tome 17 : Le Cirque de Pam
- Tome 18 : La Forêt magique d'Héloïse
- Tome 19 : L'Épreuve de Stella
- Tome 20 : Le Cheval de Dorothée

### Jeux vidéo
- 2008 : Bella Sara sur Nintendo DS et Windows
- 2012 : Bella Sara: The Magical Horse Adventures sur Nintendo 3DS
- 2013 : Bella Sara 2: The Magic of Drasilmare sur Nintendo 3DS